# Clemente Russo
Clemente Russo (n. 27 iulie 1982, Caserta, Campania, Italia) este un boxer ce a reprezentat Italia, medaliat olimpic. A participat la 4 ediții ale Jocurilor Olimpice (2004, 2008, 2012, 2016) în care a câștigat două medalii de argint.